# Reichsstadt Friedberg
Die Reichsstadt Friedberg war ein Territorium des Deutschen Reiches.

## Geografische Lage

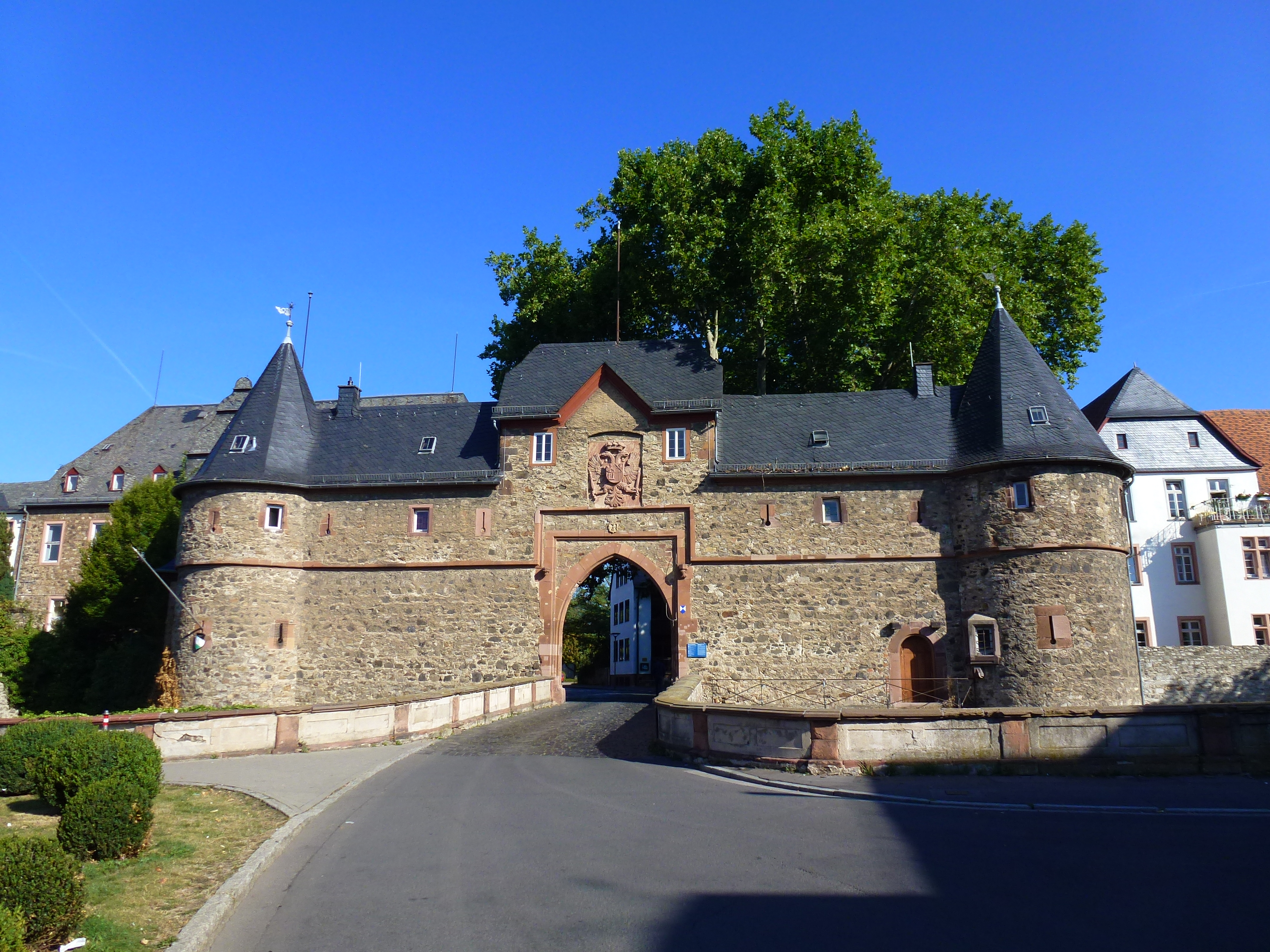
Südliches Burgtor, damals „Ausland“ – hier verlief die Grenze zur Reichsstadt

Burg und Stadt Friedberg liegen auf einem Basaltfelsen über der Wetterau unmittelbar beieinander. Die Stadt hatte gegenüber der Burg keine Stadtmauer, vielmehr ragte das Gebiet der Burgfreiheit in die Stadt hinein.

## Geschichte

### Vorgeschichte
Auf dieser Erhebung befand sich am Anfang des 1. Jahrhunderts n. Chr. ein römisches Militärlager, das möglicherweise im Rahmen der Germanicus-Feldzüge (14 bis 16 n. Chr.) errichtet wurde. Erneut unter der Regierung Kaiser Vespasians 69–79 wurde hier ein römisches Kastell errichtet. Diese Anlage wurde mit dem Rückzug der Römer auf die Rheingrenze um 260 n. Chr. aufgegeben.

### Anfänge

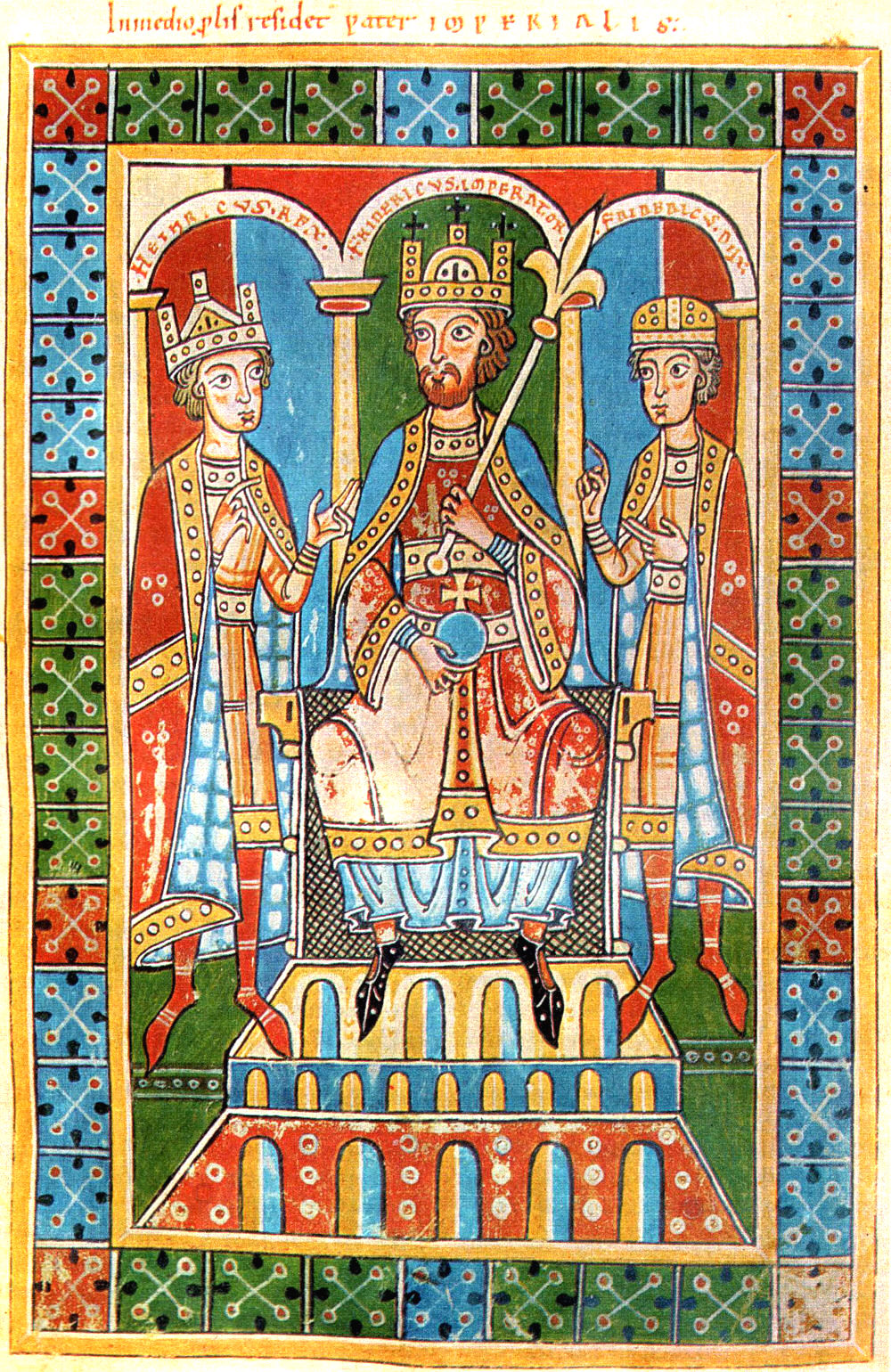
Der Stadtgründer Kaiser Friedrich Barbarossa zwischen seinen Söhnen Heinrich VI. und Friedrich von Schwaben

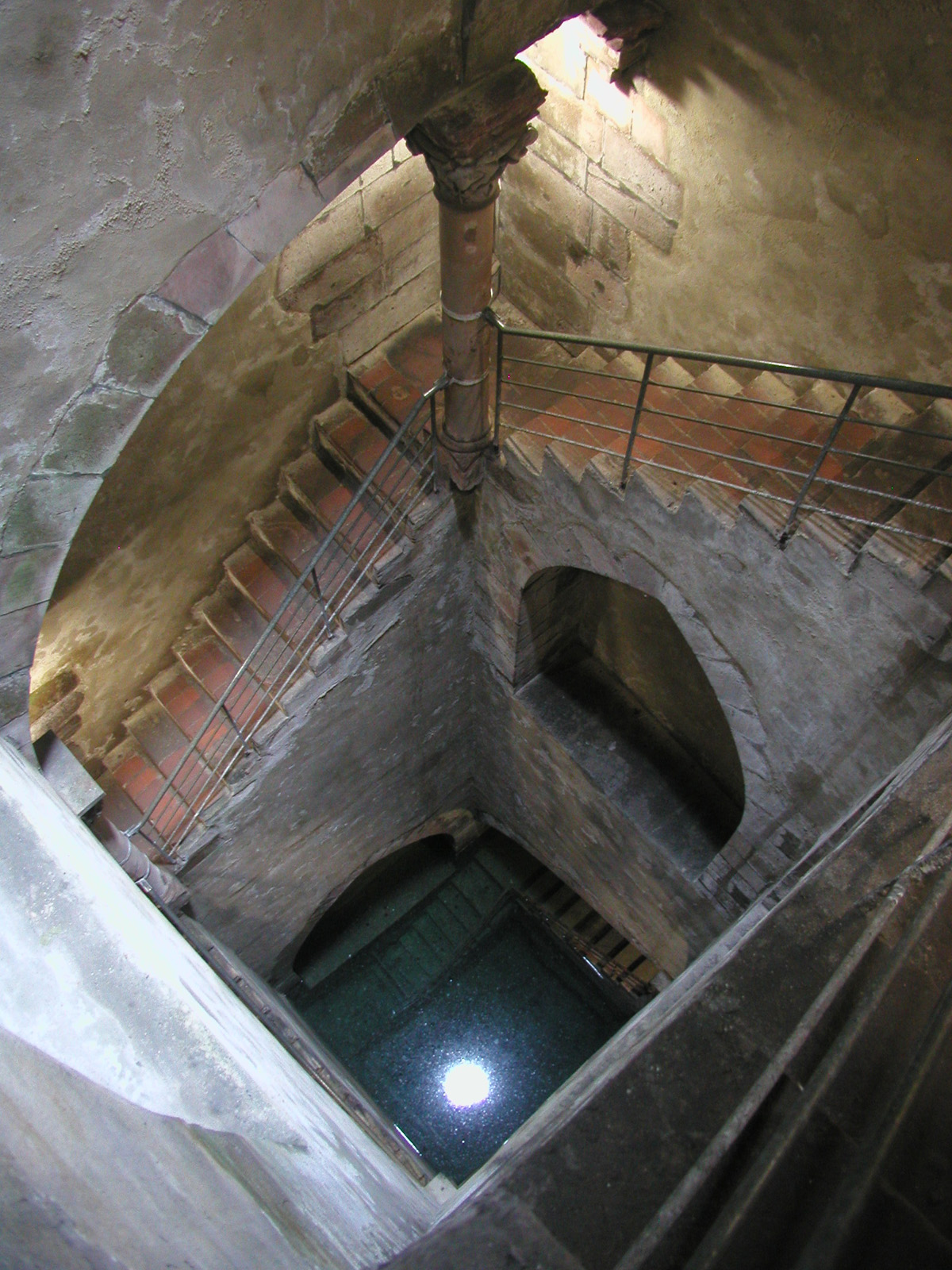
Beeindruckendstes bauliches Zeugnis jüdischen Lebens in Friedberg: die mittelalterliche Mikwe

Burg und Stadt Friedberg sind vermutlich eine Gründung aus den Jahren zwischen 1171 und 1180 durch Kaiser Friedrich I. (Barbarossa). Ein schriftliches Zeugnis dazu fehlt – im Gegensatz etwa zur Reichsstadt Gelnhausen. Friedberg und Gelnhausen bildeten zusammen mit Frankfurt und Wetzlar – ganz zu Anfang wurde auch Oppenheim dazu gezählt – die Städtelandschaft der Wetterau.
Die Stadt entstand nach einem staufischen Stadtgrundriss als Planstadt. Zentral war die „Breite Straße“, heute: „Kaiserstraße“, die 500 m lange und bis zu 45 m breite Hauptachse. Die älteste erhaltene Urkunde, die die Burg unter der Bezeichnung „Wridburg“ bezeugt, stammt vom 26. Oktober 1216, die älteste, die die Stadt bezeugt, vom 11. August 1219.
Beide – Burg und Stadt – waren rechtlich selbständige Einheiten mit je eigenem Territorium innerhalb des Heiligen Römischen Reichs Deutscher Nation, aber eng verflochten. Dieses enge Nebeneinander von Burg und Stadt führte auch zu Reibereien, die jahrhundertelang die Geschichte Friedbergs bestimmten. Diese topographische Situation war in damaliger Zeit nicht einmalig. Etwa in Nürnberg oder Gelnhausen war die Situation ähnlich. Die Stadt versuchte sich gegen die Burg im Bündnis mit anderen Städten abzusichern, ab 1226 im Bund mit anderen Städten der Wetterau und mittelrheinischen Bischofsstädten. 1254 trat die Stadt dem Ersten Rheinischen Städtebund bei, der aber nur bis 1257 Bestand hatte.
Eine jüdische Gemeinde bestand seit 1241. Sie umfasste einige hundert Mitglieder. Es war eine der wenigen Gemeinden die in Deutschland nahezu ununterbrochen vom Mittelalter bis zur Shoah bestand.

### Reichsstadt
1257 gilt als das Jahr, in dem Friedberg Reichsstadt wurde. Das beruht auf einer Urkunde von König Richard I. vom 8. September 1257, in der er der Stadt „alte Rechte und Freiheiten“ bestätigte und diese vermehrte.
Grundlage der wirtschaftlichen Entwicklung der Stadt war die Tuchproduktion. In Friedberg fanden jährlich zwei Messen statt, erstmals belegt für 1298, die 1332 von König Ludwig IV. von 8 auf 14 Tage, 1373 von König Karl IV. auf drei Wochen verlängert wurden. Sie waren den Frankfurter Messen vorgeschaltet. Das Friedberger Tuch erreichte Handelsplätze von Lübeck bis Wien, von Schlesien bis in den Niederlanden. Auch beteiligten sich die Friedberger Weber an auswärtigen Messen, betrieben in Frankfurt ein angemietetes, eigenes Verkaufshaus, das 1344 erstmals belegt ist.
Ende des 13. Jahrhunderts hatte Friedberg ca. 3.000 Einwohner – für damalige Verhältnisse eine Stadt mittlerer Größe.
Im Konflikt mit der Adelskooperative, deren Angehörige die Burglehen innehatten, siegte zunächst die Stadt und zerstörte die Burg 1275. König Rudolf I. ging zwar nicht direkt gegen die Stadt vor, stärkte aber die Burg, indem er ihr die Judensteuer der Stadt zusprach. Das führte in der Folgezeit zu weiteren Konflikten. Auch musste die Stadt die Hälfte des Ungelds, einer Verbrauchssteuer, die in der Stadt erhoben wurde, an die Burg zu deren Wiederaufbau abführen.
1285 trat die Stadt erneut einem Städtebund, dem Wetterauer Städtebund, bei, der bis 1364 mehrfach erneuert wurde. Auch am Zweiten Rheinischen Städtebund (1381–1389) war Friedberg beteiligt. Diese Form der Absicherung endete mit der Kronberger Fehde und der Niederlage in der Schlacht bei Eschborn.

### Verpfändung
1257 und 1337 erhielt die Stadt seitens der Könige eine Unpfändbarkeitsgarantie, die König Karl IV. aber brach. Zur Beilegung des Konflikts zwischen ihm und Gegenkönig Günther von Schwarzburg benötigte König Karl IV. sehr viel Geld. Als Teil der Geldbeschaffung verpfändete er 1347 Friedberg für 20.000 Mark Silber an die Grafen von Schwarzburg und die Grafen von  Hohnstein. Am Status als Reichsstadt änderte das nichts, nur bestand für Friedberg jetzt eine Huldigungspflicht gegenüber dem König und dem Pfandherren. So wurde die Stadt Mitglied in den am Anfang des 16. Jahrhunderts geschaffenen Reichsinstitutionen, in Reichstag und Oberrheinischem Reichskreis.
Ab Ende des 14. Jahrhunderts geriet die Stadt in eine tiefe Krise. Eine konjunkturelle Flaute schädigte den Absatz des Tuches. Die Märkte gingen noch vor der Jahrhundertwende ein. Friedberg verlor zunehmend Attraktivität gegenüber Frankfurt. Die Sozialstruktur spaltete sich zunehmend in eine dünne, reiche Oberschicht und eine stark anwachsende Schicht Vermögensloser. Ein Stadtbrand zerstörte 1383 etwa 900 Häuser. Die Stadt war hoch verschuldet, konnte das Messegeleit für ihre Bürger nicht mehr finanzieren und der überwiegende Teil der Gläubiger kam zudem aus Frankfurt. Die Vermögenden der Oberschicht wanderten nach dort aus. In dieser Krise verlor die Stadt 28 % ihrer Einwohner. Seit 1442 gibt es Königsaufenthalte in Friedberg nicht mehr.
Auch als Pfand verlor die Stadt bedeutend an Wert. 1437 verkauften die Erben der ursprünglichen Pfandnehmer die Stadt für 10.000 Rheinische Gulden (fl.) an ein Käuferkonsortium. Dieses bestand aus einem weiteren Konsortium Frankfurter Investoren, die 5000 fl. übernahmen, Kurmainz mit 2000 fl., und je 1000 fl. von Eppstein-Münzenberg, Eppstein-Königstein und Isenburg. Die Stadt versuchte der Entwicklung gegenzusteuern und sich unter den Schutz des Landgrafen von Hessen zu stellen – die Burggrafschaft, an der wiederum ein Teil der Pfandnehmer Anteil hatte, aber war mit der Kurpfalz verbündet, so dass der Versuch 1482 scheiterte.
Im Zusammenhang mit den sozialen Spannungen und Konflikten in der Stadt kam es nach einer Brandstiftung 1447 zu einem weiteren großflächigen Stadtbrand. 1497 gab es in Friedberg nur noch etwa 1.300 Einwohner.
Zwischen 1455 und 1535 gelang es der Burggrafschaft Friedberg, alle Pfandschaftsanteile – außer den Frankfurtern – aufzukaufen. Damit lag die Pfandschaft nun je zur Hälfte bei Frankfurt und der Burg Friedberg. Erstmals 1535 musste die Stadt der Burg huldigen. Diese demonstrierte ihre Macht, indem sie das städtische Wappen in das der Burg inkorporierte.

### Reformation

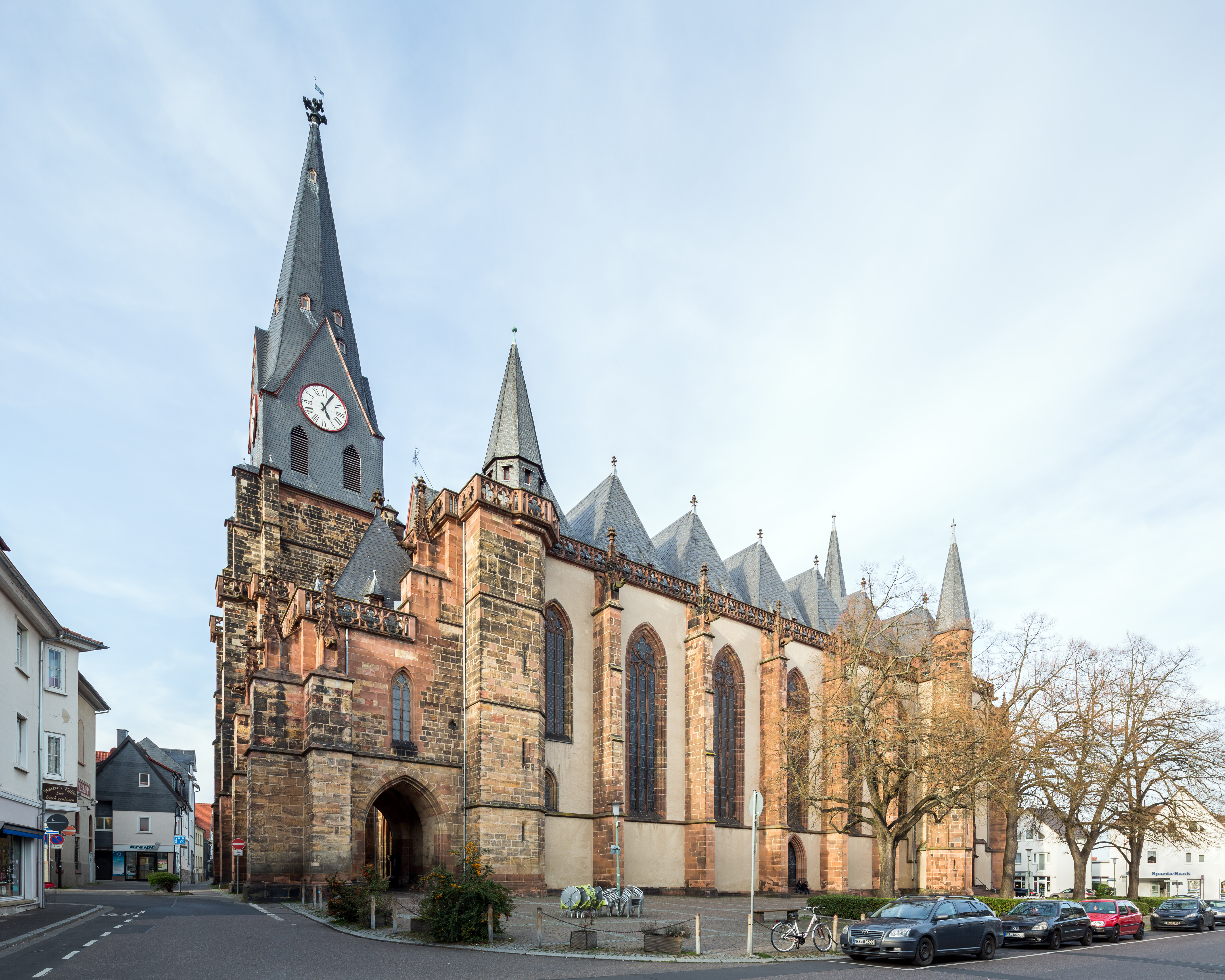
Stadtpfarrkirche Unserer Lieben Frau

Die Reformation setzte sich in Friedberg nur schwer durch. Während die Bürgerschaft und übrige Einwohner eher der Reformation zuneigten, hielt der Rat am alten Glauben fest, verhinderte 1523 einen Bildersturm und konnte sich auch in den Unruhen im Umfeld des Bauernkrieges 1525 zunächst durchsetzen, der Anführer wurde hingerichtet. Wegen des Festhaltens am alten Glauben verlieh Kaiser Karl V. der Stadt 1541 das Münzrecht. All das verhinderte aber nicht, dass die Unterstützung für die hergebrachte Kirche verlorenging: 1542 musste das Barfüßerkloster, 1544 das Augustinerkloster aufgegeben werden. 1552 wurde nach dem Passauer Vertrag die Reformation in der lutherischen Variante offiziell eingeführt. Ab 1569 galt eine mit der Burg gemeinsame Kirchenordnung.
Aus Friedberg sind von 1574 bis 1665 zwölf Hexenprozesse bezeugt.

### Ende

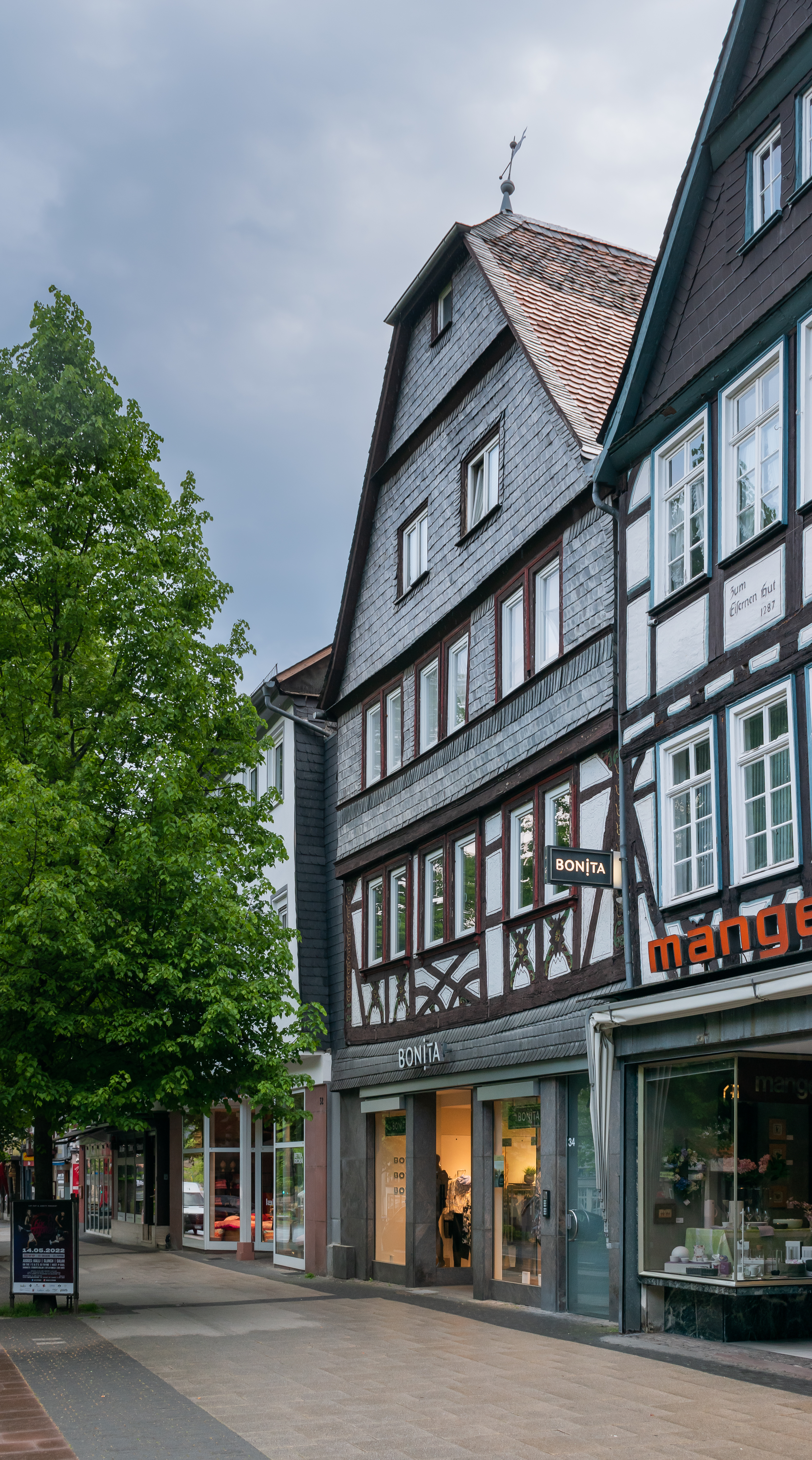
Bebauung aus reichsstädtischer Zeit in der Kaiserstraße

Der Abschwung der Stadt – sie rangierte im 16. Jahrhundert an 65. Stelle unter den damals 70 Reichsstädten – war geprägt durch juristische Auseinandersetzungen mit der Burggrafschaft, kriegerische Auseinandersetzungen Dritter im Umfeld und wirtschaftlichem Niedergang. Die Stadt litt – bedingt durch ihre Lage an verschiedenen Fernstraßen – stark unter den Kriegen: dem Dreißigjährigen Krieg, dem Siebenjährigen Krieg und den französischen Revolutionskriegen und den damit verbundenen Belastungen durch Einquartierung, Plünderungen, Hunger und Epidemien. 1635 forderte die Pest etwa 2000 Leben. Hinsichtlich ihrer Finanzkraft rangierte sie unter den 70 Reichsstädten an 65. Stelle. Ein Impuls hätte die 1683 erwogene Verlegung des Reichskammergerichts nach Friedberg bieten können. Allerdings war die Infrastruktur der Stadt inzwischen schon zu dürftig, so dass es dazu nicht kam. Der Versuch der Stadt, 1705 mit 5000 Gulden die Pfandschaft der Burg selbst abzulösen, scheiterte ebenfalls.
Ab 1792 erreichten die Revolutionskriege auch Friedberg. Zehn Jahre später war der Status als Reichsstadt Geschichte: Noch vor dem Reichsdeputationshauptschluss 1803 ließ Ludwig X., Landgraf von Hessen-Darmstadt, am 2. September 1802 die Stadt besetzen. Das war das faktische Ende der Selbständigkeit. Zu diesem Zeitpunkt war die Stadt mit 114.000 Gulden verschuldet, stand seit 1786 unter der finanziellen Aufsicht des Oberrheinischen Reichskreises und hatte etwa 2.000 Einwohner.
Die Stadt sah die Mediatisierung offenbar entspannt. Widerstand gab es keinen. Die Eingriffe der lästigen Nachbarn in der Burg waren durch diesen Schritt jedenfalls ausgeschaltet, auch wenn es der Burg gelang, ihre eigene Mediatisierung bis zum Untergang des Reiches 1806 hinauszuzögern. Friedberg wurde eine Mittelstadt in der Landgrafschaft, die bald zum Großherzogtum Hessen avancierte.

## Organisation

### Extern
Die Stadt gehörte dem Reichstag und dem Oberrheinischen Reichskreis an. Im Reichstag hatte sie einen Sonderstatus, da durch die Mitwirkung von Adeligen im Rat der Stadt die anderen Mitglieder der Städtebank Friedberg nicht in ihren Kreis aufnehmen wollten.

### Innere Verfassung
Die enge Verflechtung von Burg und Stadt Friedberg spiegelt sich auch darin, dass der Burggraf der Friedberger Burg zugleich als oberster Vertreter des Königs in der Stadt agierte und dort etwa den Vorsitz im städtischen Rat (12 Mitglieder) und im Schöffengericht (erstmals erwähnt 1245 und ebenfalls 12 Mitglieder) führte. Für 1334 ist dann auch ein Bürgermeister bezeugt. Um den Streit zwischen Burg und Stadt beizulegen, vermittelte König Albrecht I. 1306 die „Ordnung und ewige Satzung“ als neue Verfassung der Stadt. Sie verschob die Machtverhältnisse zugunsten der Burg. Nun gehörten dem Rat zusätzlich sechs Burgmannen an, die „adeligen Sechser“. Diese wurden zwar vom Rat kooptiert. Allerdings hatte die Burg auch ein Einspruchsrecht gegen eine solche Wahl.
1455 – im krisengeschüttelten Friedberg innen- wie außenpolitisch ein Jahr der großen Veränderungen – musste die dünne und durch Abwanderung ausgedünnte patrizische Oberschicht im innenpolitischen Kampf nachgeben und die Spitzen der in Zünften organisierten Handwerker im Rat zulassen, die die Hälfte der nicht-adeligen Ratsstellen zugesprochen bekamen.
Nach dem 1482 gescheiterten Versuch der Stadt, sich aus der Umklammerung der Burg zu lösen, diktierte die Burggrafschaft 1483 der Stadt eine neue Ratsordnung, die bis zum Ende des Alten Reichs Bestand haben sollte. Danach bestand der Rat nun aus drei Bänken: sechs Burgmannen, 12 Schöffen und 12 Bürgern, die keine Schöffen waren. Die 12 Bürgern, die keine Schöffen waren, nahmen die Aufgaben des „Kleinen Rates“ wahr. Die Wahl in den Rat erfolgte durch Kooptation. Die beiden Bürgermeister wurden jährlich gewählt, der Ältere Bürgermeister aus der Schöffenbank, der Jüngere Bürgermeister aus der Bank der Bürger, die keine Schöffen waren.

### Recht
Friedberg gehörte zum Gebiet des Gemeinen Rechts, das hier ohne die Überlagerung von Partikularrecht galt. Dieses behielt seine Geltung auch noch während der Zugehörigkeit zum Großherzogtum Hessen im 19. Jahrhundert, bis es zum 1. Januar 1900 von dem einheitlich im ganzen Deutschen Reich geltenden Bürgerlichen Gesetzbuch abgelöst wurde.